# Flydedok
|  | Dublet Denne artikel handler om det samme som Dok. (Diskutér artiklen) |

En flydedok er en tung ponton af jern, der kan bære et skib.
Flydedokken sænkes ved at man fylder den med vand, mens den hæves ved at pumpe vandet ud. 
Flydedokker anvendes ofte i marinaer til små både. 